# Cuba ved OL
Cuba deltog første gang i olympiske lege under sommer-OL 1900 i Paris og har siden deltaget i 20 af 28 sommerlege. Cuba har aldrig deltaget i vinterlege. 

## Medaljeoversigt
| Cubas medaljer under de olympiske sommerlege | Cubas medaljer under de olympiske sommerlege | Cubas medaljer under de olympiske sommerlege | Cubas medaljer under de olympiske sommerlege | Cubas medaljer under de olympiske sommerlege | Cubas medaljer under de olympiske sommerlege |
| -------------------------------------------- | -------------------------------------------- | -------------------------------------------- | -------------------------------------------- | -------------------------------------------- | -------------------------------------------- |
| Lege                                         | Guld                                         | Sølv                                         | Bronze                                       | Totalt                                       | Rang                                         |
| 1900 Paris                                   | 1                                            | 1                                            | 0                                            | 2                                            | 12                                           |
| 1904 St. Louis                               | 4                                            | 2                                            | 3                                            | 9                                            | 3                                            |
| 1908 London                                  | Deltog ikke                                  | Deltog ikke                                  | Deltog ikke                                  | Deltog ikke                                  | Deltog ikke                                  |
| 1912 Stockholm                               | Deltog ikke                                  | Deltog ikke                                  | Deltog ikke                                  | Deltog ikke                                  | Deltog ikke                                  |
| 1920 Antwerpen                               | Deltog ikke                                  | Deltog ikke                                  | Deltog ikke                                  | Deltog ikke                                  | Deltog ikke                                  |
| 1924 Paris                                   | 0                                            | 0                                            | 0                                            | 0                                            | –                                            |
| 1928 Amsterdam                               | 0                                            | 0                                            | 0                                            | 0                                            | –                                            |
| 1932 Los Angeles                             | Deltog ikke                                  | Deltog ikke                                  | Deltog ikke                                  | Deltog ikke                                  | Deltog ikke                                  |
| 1936 Berlin                                  | Deltog ikke                                  | Deltog ikke                                  | Deltog ikke                                  | Deltog ikke                                  | Deltog ikke                                  |
| 1948 London                                  | 0                                            | 1                                            | 0                                            | 1                                            | 28                                           |
| 1952 Helsingfors                             | 0                                            | 0                                            | 0                                            | 0                                            | –                                            |
| 1956 Melbourne/Stockholm                     | 0                                            | 0                                            | 0                                            | 0                                            | –                                            |
| 1960 Roma                                    | 0                                            | 0                                            | 0                                            | 0                                            | –                                            |
| 1964 Tokyo                                   | 0                                            | 1                                            | 0                                            | 1                                            | 30                                           |
| 1968 Mexico by                               | 0                                            | 4                                            | 0                                            | 4                                            | 31                                           |
| 1972 München                                 | 3                                            | 1                                            | 4                                            | 8                                            | 14                                           |
| 1976 Montréal                                | 6                                            | 4                                            | 3                                            | 13                                           | 8                                            |
| 1980 Moskva                                  | 8                                            | 7                                            | 5                                            | 20                                           | 4                                            |
| 1984 Los Angeles                             | Deltog ikke                                  | Deltog ikke                                  | Deltog ikke                                  | Deltog ikke                                  | Deltog ikke                                  |
| 1988 Seoul                                   | Deltog ikke                                  | Deltog ikke                                  | Deltog ikke                                  | Deltog ikke                                  | Deltog ikke                                  |
| 1992 Barcelona                               | 14                                           | 6                                            | 11                                           | 31                                           | 5                                            |
| 1996 Atlanta                                 | 9                                            | 8                                            | 8                                            | 25                                           | 8                                            |
| 2000 Sydney                                  | 11                                           | 11                                           | 7                                            | 29                                           | 9                                            |
| 2004 Athen                                   | 9                                            | 7                                            | 11                                           | 27                                           | 11                                           |
| 2008 Beijing                                 | 2                                            | 11                                           | 11                                           | 24                                           | 28                                           |
| 2012 London                                  | 5                                            | 3                                            | 7                                            | 15                                           | 16                                           |
| 2016 Rio de Janeiro                          | 5                                            | 2                                            | 4                                            | 11                                           | 18                                           |
| 2020 Tokyo                                   |                                              |                                              |                                              |                                              |                                              |
| Totalt                                       | 77                                           | 69                                           | 74                                           | 220                                          | 18                                           |